# Іден (Вісконсин)
Іден (англ. Eden) — селище (англ. village) в США, в окрузі Фон-дю-Лак штату Вісконсин. Населення — 884 особи (2020).

## Географія
Іден розташований за координатами 43°41′39″ пн. ш. 88°21′58″ зх. д. / 43.69417° пн. ш. 88.36611° зх. д. (43.694065, -88.366064).  За даними Бюро перепису населення США в 2010 році селище мало площу 1,60 км², з яких 1,56 км² — суходіл та 0,04 км² — водойми.

## Демографія
Згідно з переписом 2010 року, у селищі мешкало 875 осіб у 337 домогосподарствах у складі 235 родин. Густота населення становила 547 осіб/км².  Було 360 помешкань (225/км²).
Расовий склад населення:
| - 94,5 % — білих - 0,7 % — корінних американців - 0,3 % — азіатів - 0,2 % — чорних або афроамериканців - 2,6 % — осіб інших рас |

До двох чи більше рас належало 1,6 %. Частка іспаномовних становила 4,7 % від усіх жителів.
За віковим діапазоном населення розподілялося таким чином: 25,5 % — особи молодші 18 років, 61,7 % — особи у віці 18—64 років, 12,8 % — особи у віці 65 років та старші. Медіана віку мешканця становила 34,3 року. На 100 осіб жіночої статі у селищі припадало 100,7 чоловіків;  на 100 жінок у віці від 18 років та старших — 94,6 чоловіків також старших 18 років.
Середній дохід на одне домашнє господарство  становив 61 435 доларів США (медіана — 51 250), а середній дохід на одну сім'ю — 68 986 доларів (медіана — 56 750). Медіана доходів становила 48 438 доларів для чоловіків та 31 389 доларів для жінок. За межею бідності перебувало 9,1 % осіб, у тому числі 11,3 % дітей у віці до 18 років та 5,5 % осіб у віці 65 років та старших.
Цивільне працевлаштоване населення становило 404 особи. Основні галузі зайнятості: виробництво — 22,8 %, освіта, охорона здоров'я та соціальна допомога — 16,3 %, транспорт — 10,6 %, науковці, спеціалісти, менеджери — 7,4 %.